# Martin Hoffmann
Martin Hoffmann (Gommern, República Democrática de Alemania, 22 de marzo de 1955) es un exfutbolista y entrenador alemán. Él fue el jugador más exitoso del fútbol de la Alemania Democrática. Hoffmann fue el único jugador que estuvo en los 3 hechos históricos de los años 1970 del fútbol de Alemania Oriental, ganador de la  Recopa de Europa 1973-74, ganador de la medalla de oro en los juegos Olímpicos de Montreal 1976 y jugador de la  selección de Alemania Democrática en el Mundial 1974.

## Carrera deportiva

### Como futbolista
Hoffmann jugó de 1973 a 1985 for para el 1. FC Magdeburg en la DDR-Oberliga, jugando 256 partidos y marcando 78 goles. Con el Magdeburg, ganó el título de liga en 1974 y 1975, y la Copa de la RDA en 1978, 1979 y 1983. El máximo título ganado fue el de la Recopa de Europa, cuando el Magdeburg ganó al AC Milan 2–0 el 8 de Mayo de 1974 en Rotterdam.
El jugó para la Selección de fútbol de Alemania Democrática en 62 partidos anotando 15 goles entre 1973 y 1981. En 1974, jugó 6 partidos para Alemania Oriental en el Mundial 1974 anotando contra Chile. En 1976, logró la medalla de oro en Montreal 1976, jugando 5 partidos y marcando en la final contra Polonia.

### Carrera como entrenador
Él trabajó como técnico del 1. FC Magdeburg en dos ocasiones, de 1994 a 1996 y de 2002 a 2003. En la temporada 1996–97, dirigió al Parchimer FC, pero dejó el club en el parón invernal.

## Palmarés
- Recopa de Europa: 1
  - Ganador 1974
- DDR-Oberliga: 2
  - Ganador 1974, 1975
  - Subcampeón 1977, 1978
- FDGB-Pokal: 3
  - Ganador1978, 1979, 1983
- Fútbol en los Juegos Olímpicos: 1
  - Medalla de Oro Montreal 1976